# Eugène Jansson
Eugène Fredrik Jansson (ur. 18 marca 1862 w Sztokholmie, zm. 15 czerwca 1915 w Skarze) – szwedzki malarz.

## Życiorys

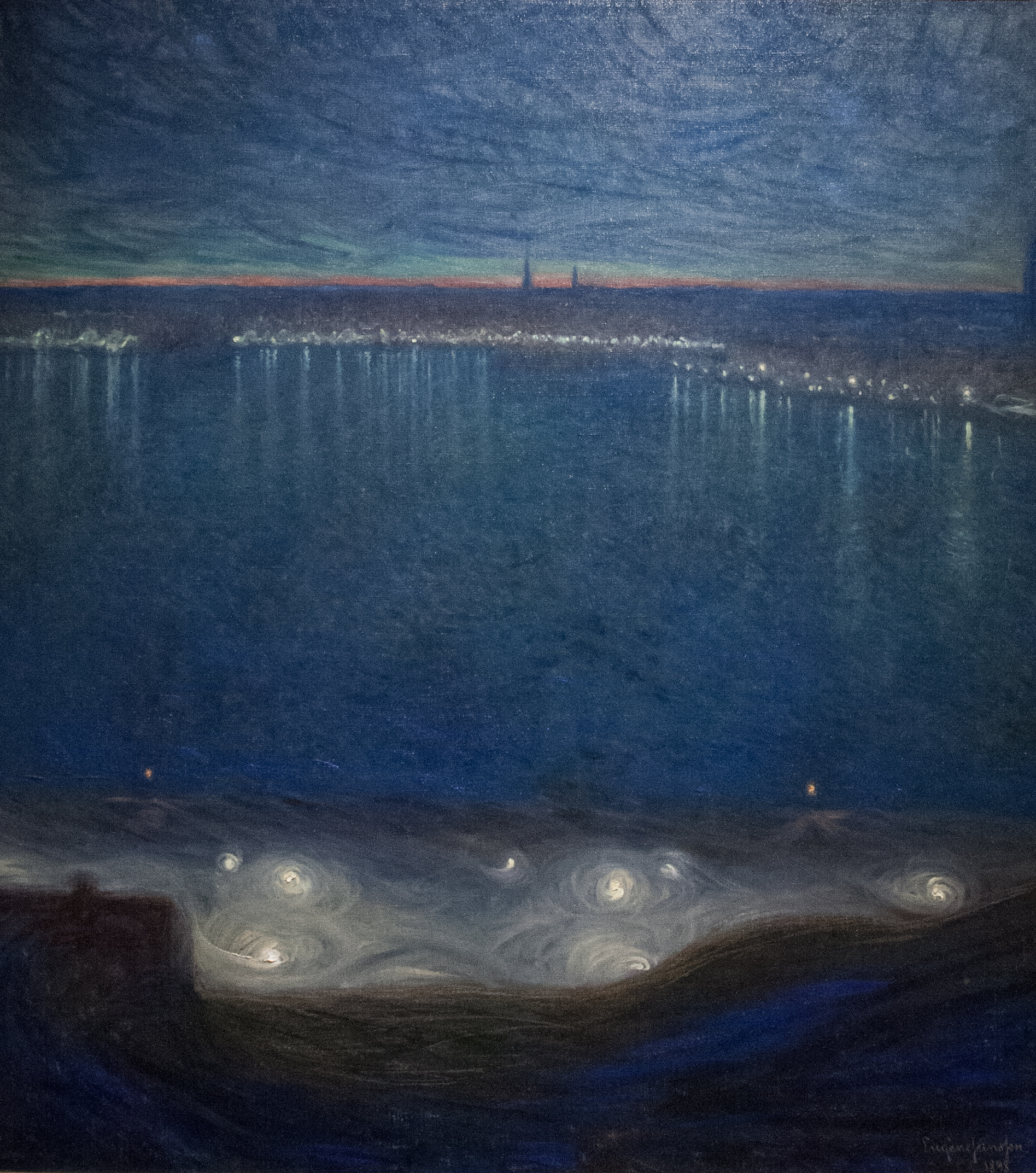
Riddarfjärden

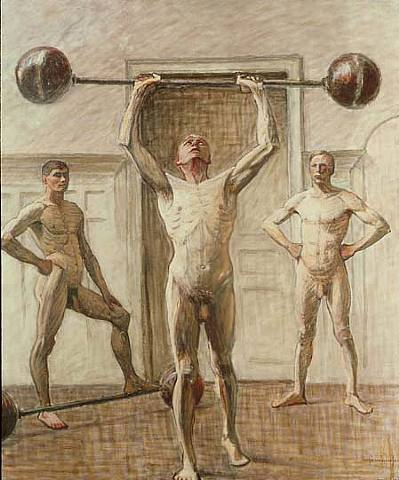
Podnoszenie sztangi dwoma rękami

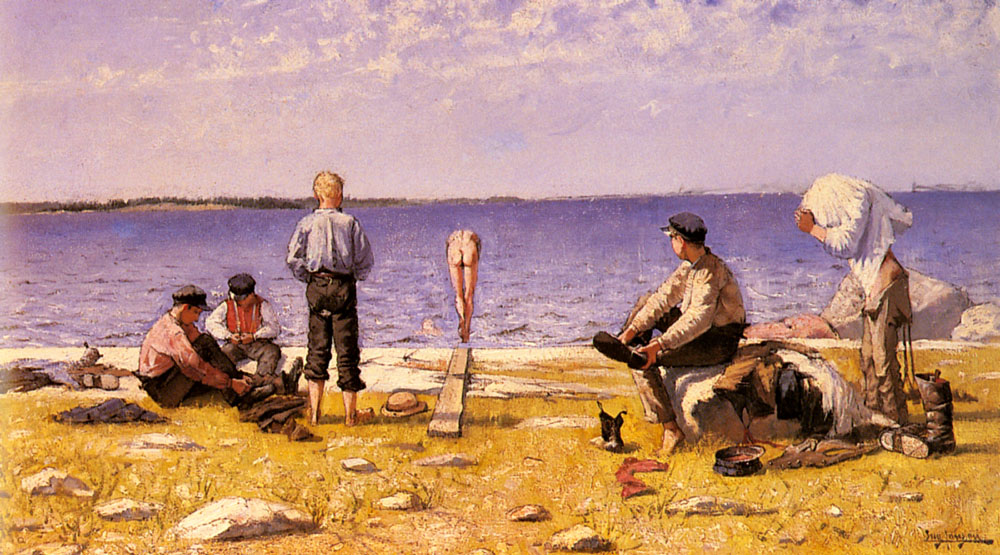
Chłopcy na plaży

Urodził się w rodzinie Ferdynanda Fredrika Janssona i jego żony Eugenii Augusty Amalii z domu Hedman. Rodzina Janssonów należała do niższej warstwy średniej, ale byli wykształceni i dbali o to, aby ich synowie Eugène i Adrian interesowali się sztuką i muzyką. Eugène uczęszczał do niemieckiej szkoły i pobierał lekcje gry na fortepianie. Gdy miał czternaście lat bardzo ciężko przeszedł szkarlatynę, w wyniku powikłań przez resztę życia chorował na nerki oraz miał ubytek słuchu i wzroku.
Po ukończeniu szkoły stopnia podstawowego rozpoczął naukę w Tekniska Skolan (obecnie Konstfack) oraz uczył się malarstwa i grafiki na prywatnych lekcjach u Edvarda Perséusa. W 1881 rozpoczął studia na Wydziale Klasycznym Królewskiej Akademii Sztuk Pięknych, po ich ukończeniu z braku środków finansowych nie kontynuował nauki w Paryżu, ale pozostał w Sztokholmie.
Należał do grupy artystycznej "Opponenterna" (Przeciwnicy), jej członkami byli również Carl Larsson, Ernst Josephson, Karl Nordström, Nils Kreuger, Richard Bergh.
Podczas lekcji u Perséusa asystował przy malowaniu portretów, a sam tworzył martwe natury, po ukończeniu studiów stał się pejzażystą, malował widoki Sztokholmu.
Całe życie mieszkał w południowej dzielnicy Sztokholmu Södermalm, przy biegnącej na wzniesieniu Bastugatan. Z okien domu widział Riddarfjärden, Gamla Stan i całą śródmiejską część miasta. Obrazy tworzone przez Eugène Janssona pomiędzy 1890 a 1904 przedstawiają w dużej części wieczorne widoki z okien domu na Riddarfjärden oraz na ulice dzielnicy Södermalm. Dominującymi barwami były różne odcienie koloru niebieskiego, dzięki czemu Jansson był nazywany "blamalaren" (niebieski malarz). Początkowo były realistyczne, ale z czasem pojawiły się uproszczenia i elementy abstrakcji. Jego kariera w tym okresie bardzo wzrosła, miało to przełożenie również na sytuację finansową.
W 1904 wycofał swoje prace z wystaw oraz ograniczył tworzenie nowych obrazów. Przełom w twórczości był związany ze stanem zdrowia, Eugène Jansson po przebytej chorobie dla wzmocnienia organizmu regularnie pływał (również zimą) oraz korzystał z sauny, gdzie przychodzili młodzi mężczyźni. Tam malarz odnalazł wenę do dalszego tworzenia. Nowy etap oznaczał zerwanie z dotychczasową tematyką, stał się mistrzem męskich aktów. Na swoich obrazach przedstawiał nagich sportowców, żeglarzy opalających się na pomostach, nagie sceny sztangistów i sportowców innych dyscyplin.
Po latach krytycy sztuki wprost określili, że podłożem homoerotycznego nacechowania drugiego etapu kariery malarskiej Eugène Janssona był homoseksualizm. Studiując życie prywatne artysty utwierdzili się w przekonaniu, że przynajmniej z jednym z modeli tworzył on związek partnerski. Nie było to proste do stwierdzenia, ponieważ po śmierci artysty jego brat Adrian zniszczył wiele pamiątek, spalił korespondencje, a także część obrazów, które jego zdaniem były zbyt śmiałe i mogły godzić w obowiązujące wówczas normy moralne. Chciał w ten sposób poprawić wizerunek brata oraz uniknąć skandalu obyczajowego, trzeba też pamiętać, że homoseksualizm był w Szwecji karany do 1944.
Dorobek artystyczny Eugène Janssona znajduje się w Muzeum Narodowym w Sztokholmie, w Muzeum Sztuki w Göteborgu, w Waldemarsudde i w Galerii Thiel.